# 第一次トゥルグ・フルモス攻防戦
第一次トゥルグ・フルモス攻防戦とは第二次世界大戦中、オットー・ヴェーラー率いる枢軸軍部隊とイワン・コーネフ率いるソビエト赤軍の間で行われたヤッシー＝キシナウ攻勢の一方面の戦いである。
1944年4月前半、スタフカ（赤軍総司令部）はウクライナ南西部を担当する2個方面軍にルーマニア北西部に対する戦略的攻勢を開始するよう命令した。ソビエト第2ウクライナ方面軍（司令官：イワン・コーネフ）は4月5日までにトゥルグ・フルモス、ボトシャニ方面へ前進、4月8日にトゥルグ・フルモスへの攻撃を開始した。この地域の防衛を担当していたルーマニア第4軍はドイツ第24装甲師団の装甲部隊で増強されており、赤軍の第一撃を押し止めるだけの準備ができていた。しかし、これらの防衛部隊ではトゥルグ・フルモスに対する赤軍の攻撃に対抗するのが困難であることは明らかであり、町は翌日までにソビエト第27軍の2個狙撃兵師団によって占領された。一方、ドイツ第8軍はこれに素早く反応し、ハッソ・フォン・マントイフェル率いるグロースドイッチュラント師団はトゥルグ・フルモスへ向かい、町を奪還するよう命令した。最初の命令を受けてから48時間後の4月10日夕方までに、グロースドイッチュラント師団は町を奪還し、新たな防衛拠点を築くことに成功した。戦域内で包囲の危機に直面した残存赤軍部隊との散発的な戦いは4月12日まで続いた。
戦いが終わった後、ドイツ軍は町の北西と北東に新たな防衛線を構築し、トゥルグ・フルモスそれ自体の近傍に予備部隊として装甲部隊を維持した。一方、トゥルグ・フルモスで被った敗北に苛立ったコーネフは、4月12日に第2戦車軍に対してPodu Iloaieの村への攻撃を命じた。

## 背景
1944年3月5日、第2ウクライナ方面軍司令官イワン・コーネフはウクライナにおいてウーマニ＝ボトシャニ攻勢を開始した。この作戦活動は3月17日までにドイツ軍の北方軍集団所属第1装甲軍と南方軍集団所属第8軍の分断に成功 、4月初旬までに赤軍はルーマニア国境まで接近していた。
1944年4月初旬、赤軍最高司令部は第2、第3ウクライナ方面軍にルーマニア西部において戦略的関連から大規模な攻撃を開始するよう命令した。最高司令部の戦略的意向はルーマニア北部でドイツ軍、ルーマニア軍の戦略的防衛力を弱め、重要な都市である、ヤッシー、キシナウを占領、その後、ルーマニア領域のプロイェシュティ、ブカレスト近辺まで深く侵入することであった。4月5日までに第2ウクライナ方面軍はドニエストル川とプルト川の上流を横断、ホチム（en）、ドロホイを占領、ルーマニア軍の小規模な抵抗を排除してトゥルグ・フルモスとボトシャニ地方 -ヤッシーから48km（トゥルグ・フルモス）97km（ボトシャニ）北西地点- へ接近した。1944年4月8日、コーネフはセミョーン・ボグダーノフ率いる第2戦車軍との密接した協力の下に、第27軍、第40軍にトゥルグ・フルモスの枢軸軍に対して南方へ調和攻撃を行うよう命令した。コーネフ配下の突撃グループはトゥルグ・フルモス方面へ進撃、ヤッシー北部で作戦活動を行っていた第52軍（司令官コンスタンチン・コロチェーエフ）と第6戦車軍（司令官アンドレイ・クラフチェンコ）はコーネフの主要活動を支援するためにヤッシーの枢軸軍のそばで作戦活動を行っていた 。

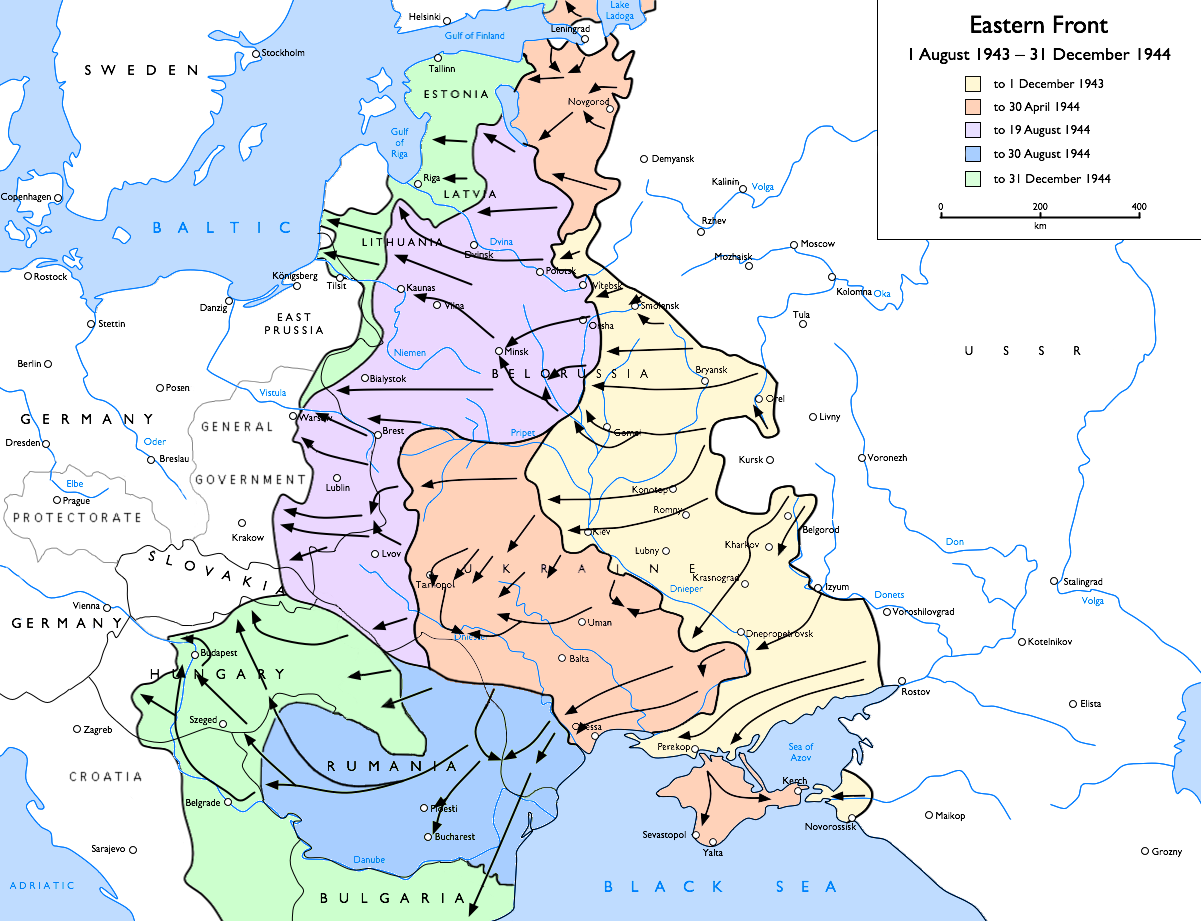
1943年から1944年にかけての赤軍の動き

コーネフ配下の部隊がトゥルグ・フルモス方面へ攻撃開始準備を行っていたため、赤軍はドイツ第8軍（司令官オットー・ヴェーラー）とヤッシー北方14kmにあるPopricaniの村内外で激戦を展開していたが、ソビエト2個軍団がドイツ軍の装甲戦闘団と戦うことにより、ドイツ軍の注意と部隊を散らせる作戦を行っていた。ヤッシー方面では第52軍が陽動作戦を行っている間の4月8日朝、コーネフ配下の突撃グループの3個軍は南へ進撃を開始した。しかし、この進撃は春季の泥濘期（Rasputitsa）のために、ヤッシー北西のプルト川を西岸へ横断することと同じぐらい遅々として進まなかった。

### 計画
コーネフ配下の軍の最初の任務はトゥルガ・フルモス、パシュカニ（ヤッシーより48km西）、トゥルガ・ネアムツ（en、ヤッシーより97km西）方面へ進撃することになっており、ルーマニア防衛部隊を奇襲してこの3つの町を占領することになっていた 。東では4月7日、第27軍所属の第35親衛狙撃兵軍団、第33狙撃兵軍団所属の7個狙撃兵師団がプルト川沿いに南西へ進撃、ルーマニア第8歩兵師団をフルラウ（en、トゥルガ・フルモス北27km地点）へ押し戻すことになっていた。その間に第2戦車軍の2個軍団が加わった第33狙撃兵軍団のさらに2個師団がトゥルグ・フルモス方向へルーマニア第7師団を押し込むことになっていた。
ルーマニア第4軍所属の第IV軍団はトゥルガ・フルモス地区の防衛を担当していたが、Ruginoasa-Strunga-Oţeleniを結ぶ防衛線（トゥルガ・ネアムツからパシュカニ南部へ向かって西へ、そしてヤッシーのちょうど南部のトゥルガ・フルモスとPodu Iloaieiを通っていた）の戦線で将兵を配置する十分な数の部隊を集める準備を行っていた。その結果、第6歩兵師団、第8歩兵師団がトゥルガ・ネアムツから伸びる防衛線に部隊を配置、その一方で第1近衛師団及び第7歩兵師団はPodu Iloaieiヘトゥルグ・フルモスを通過して東のパシュカニへからの地域を防衛することになっていた。後続の部隊として4月8日末までにPodu Iloaiei北方14km地点でドイツ第24装甲師団（司令官マクシミリアン・フォン・エーデルスハイム）の小規模な戦闘団によって補強されることになっていた。

## 戦闘
第27軍（司令官セルゲイ・トロフィメンコ）の先遣部隊第35狙撃兵軍団（司令官S. G. Goriachev）は4月9日、2個狙撃兵師団を左右に配備してトゥルグ・フルモス方面へHârlǎu地域から南へ進撃を再開した。赤軍将兵は敵が反応する前に1個狙撃兵師団と空挺兵を含んだ第2梯団の補強を受けており、素早く町とその周辺を守るルーマニア軍を撃破した。一方、第42親衛狙撃兵師団はトゥルグ・フルモス西23km地点でルーマニア第6歩兵師団が防衛していたパシュカニを占領した。同時に町の東方を進撃している第2戦車軍の分遣隊はトゥルグ・フルモスで戦っている第27軍の歩兵連隊の支援を行おうとしたが、ドイツ軍の防衛部隊により阻止された。ドイツ第8軍はヤッシー西の主要な防衛に対する脅威を認識してこれに素早く反応、装甲擲弾兵師団グロスドイッチュラントを派遣した。師団の部隊はできうる限り素早く町の南から反撃を行うよう命令されており、その日の残りの時間でその小規模な部隊はどうにか町南部で足場を確保、これを保持した。しかし、この時までにソビエト第35親衛狙撃兵軍団はこの地域に到着、第27軍の南側の主力方向へ攻撃を加えた。夕暮れまでに第35軍団の先遣を勤める3個師団はトゥルグ・フルモスを通過、町の南から東に伸びているルーマニア軍防衛線に4,8kmから11kmの突出部を形成した。
4月10日、グロスドイッチュラント師団（パンター40両、ティーガー40両を含む戦車160両が所属していた）は、道の南北に二手に分かれて展開、Podu Iloaieiからトゥルグ・フルモスにいたる道沿いに西へ攻撃を開始した。重爆撃の後、ドイツ軍は町へ侵入して、家屋やその他の建物に隠れた赤軍と戦いを交わしていた。ドイツ軍の攻撃は赤軍の部隊のいくつかを主力部隊から分断、さらにソビエト第206狙撃兵師団、第3親衛空挺師団、第93親衛狙撃兵師団が南部で攻撃準備を行っており、トゥルガ・フルモスには後衛部隊と輸送関係の部隊のみが防衛を担当していたちょうどその時、協調した反撃を行い、町の西で優位を確立した。一方、ルーマニアの第1近衛師団と第7歩兵師団は南から攻撃を開始、赤軍を北へ押していた。このため、東からトゥルグ・フルモスへ進むドイツ装甲部隊と南から反撃を行うルーマニア歩兵部隊らに挟撃されたソビエト第35狙撃兵軍団は撤退するほかなかった。22時頃、ドイツ擲弾兵らは最初の命令を受けて48時間後にトゥルグ・フルモスとその周辺部の西方と北方を防衛していた。
包囲を避けようとするソビエト第35狙撃兵軍団の3個師団による2日間に及ぶ必死の戦いの後、トゥルグ・フルモスでの戦いは4月12日正午までに収まった。

## その後
戦いの後、グロスドイッチュラント師団はトゥルグ・フルモスを防衛する新たな防衛線を確立、それは北西8km、北東9,7km、東へ14kmの広い弧を描いていた。師団長マントイフェルは最終的にグロスドイッチュラント装甲擲弾兵連隊を町の北西である師団左翼に、フュージリア連隊を町の東と北西である師団右翼へ配置したが、トゥルグ・フルモス近辺の予備集合地域に配下の装甲連隊を保持していた。一方で、4月12日の一日中、装甲擲弾兵連隊の部隊は町の西で包囲されたソビエト第206狙撃兵師団、第3親衛空挺師団らの小規模な部隊を掃討、Heleşteniの南西へ数マイル、トゥルグ・フルモス西11kmで防衛線を確立、それは町の西側で連続した防衛線を担当するルーマニア第1近衛師団と接続する防衛線を確立した 。さらにグロスドイッチュラントの右側面で第24装甲師団から派遣された戦闘団がPodu Iloaieiの北からLeţcani（ヤッシーから16km西）の村までの地域を防衛し続け、その右側面は第7ルーマニア歩兵師団と結びついており、それはヤッシー北西の戦線を担当していた。
第35狙撃兵軍団の3個師団が包囲から脱出することに成功した後、司令官トロフィメンコはトゥルグ・フルモス北方からPodu Iloaiei北へ西へ伸びる第27軍の防衛線を再構築した。4月12日末までに第35狙撃兵軍団司令官Goriachevは第206、第3親衛、第93師団をパシュカニ（トゥルグ・フルモスから24km西）近辺のシレト川東岸へ、Munteni（トゥルグ・フルモス北西16km）の村へ東へ、それぞれ左右に伸びる防衛線から展開、さらに東へ第33狙撃兵軍団からの3個狙撃兵師団をヤッシー北西9km地点に配置した。
コーネフはトゥルグ・フルモスでの敗北にいらだっており、4月12日、第2戦車軍に命じて、Podu Iloaieiの北16kmのFocuri南方に2個軍団を集中、Podu Iloaieiのドイツ軍防衛部隊を攻撃させた。